# Pristimantis susaguae
Pristimantis susaguae är en groddjursart som först beskrevs av Rueda-Almonacid, Lynch och Galvis-Peñuela 2003.  Pristimantis susaguae ingår i släktet Pristimantis och familjen Strabomantidae. IUCN kategoriserar arten globalt som otillräckligt studerad. Inga underarter finns listade i Catalogue of Life.